# Simac Ladies Tour 2024
La 26e édition du Simac Ladies Tour a lieu du 8 au 13 octobre 2024. Elle fait partie de l'UCI World Tour.
Zoe Bäckstedt remporte le contre-la-montre inaugural. Lorena Wiebes gagne les deux étapes suivantes au sprint. Lors de la quatrième étape, une échappée se dispute la victoire. Barbara Guarischi passe la ligne en premier. Franziska Koch prend la tête du classement général. Lorena Wiebes est la plus véloce lors de la cinquième étape, mais Lotte Kopecky chute. Cette dernière gagne le sprint de la dernière étape et remporte ainsi le classement général grâce aux bonifications. Franziska Koch et Zoe Bäckstedt complètent le podium. Cette dernière est la meilleure jeune. Lorena Wiebes gagne le classement par points et Jeanne Korevaar est la meilleure grimpeuse.

## Parcours
Le contre-la-montre inaugural, les bonifications et la dernière étape doivent déterminer le classement général.

## Équipes
| UCI Women's WorldTeams (11)- AG Insurance-Soudal Team - Canyon-SRAM Racing - Fenix-Deceuninck - Human Powered Health - Lidl-Trek - Liv AlUla Jayco - Team DSM-Firmenich PostNL - SD Worx-Protime - Team Visma \| Lease a Bike - UAE Team ADQ - Uno-X Mobility Équipes féminines continentales (3)- Bepink-Bongioanni - Cofidis - Lotto Dstny Ladies |
| |

## Favorites
Les favorites sont Lotte Kopecky et Lorena Wiebes pour la formation SD Worx, Anna Henderson, Charlotte Kool et Ellen van Dijk.

## Étapes
| Étape     | Date    | Villes étapes           | type                        | Distance (km) | Vainqueur d'étape | Leader du classement général |
| --------- | ------- | ----------------------- | --------------------------- | ------------- | ----------------- | ---------------------------- |
| 1re étape | 8 oct.  | Gennep – Gennep         | contre-la-montre individuel | 10,1          | Zoe Bäckstedt     | Zoe Bäckstedt                |
| 2e étape  | 9 oct.  | Coevorden – Assen       | étape de plaine             | 159,5         | Lorena Wiebes     | Zoe Bäckstedt                |
| 3e étape  | 10 oct. | Zeewolde – Zeewolde     | étape de plaine             | 144           | Lorena Wiebes     | Zoe Bäckstedt                |
| 4e étape  | 11 oct. | Ede – Ede               | étape de plaine             | 118,2         | Barbara Guarischi | Franziska Koch               |
| 5e étape  | 12 oct. | Doetinchem – Doetinchem | étape de plaine             | 139,2         | Lorena Wiebes     | Franziska Koch               |
| 6e étape  | 13 oct. | Arnhem – Arnhem         | étape vallonnée             | 139,7         | Lotte Kopecky     | Lotte Kopecky                |

## Déroulement de la course

### 1reétape
Le contre-la-montre comporte d'importantes lignes droites. Ellen van Dijk réalise le premier temps de référence, mais est devancée par Lieke Nooijen et Zoe Bäckstedt.
| \| Classement de l'étape \| Classement de l'étape \| Classement de l'étape \| Classement de l'étape \| Classement de l'étape \| \| Coureuse \| Coureuse \| Pays \| Équipe \| Temps \| \| --------------------- \| ----------------------- \| --------------------- \| -------------------------- \| --------------------- \| \| 1re \| Zoe Bäckstedt \| Royaume-Uni \| Canyon-SRAM Racing \| 12 min 40 s \| \| 2e \| Lieke Nooijen \| Pays-Bas \| Team Visma \\| Lease a Bike \| + 7 s \| \| 3e \| Ellen van Dijk \| Pays-Bas \| Lidl-Trek \| + 8 s \| \| 4e \| Lotte Kopecky \| Belgique \| SD Worx-Protime \| + 11 s \| \| 5e \| Silke Smulders \| Pays-Bas \| Liv AlUla Jayco \| + 16 s \| \| 6e \| Anna Henderson \| Royaume-Uni \| Team Visma \\| Lease a Bike \| + 24 s \| \| 7e \| Riejanne Markus \| Pays-Bas \| Team Visma \\| Lease a Bike \| + 29 s \| \| 8e \| Christina Schweinberger \| Autriche \| Fenix-Deceuninck \| + 29 s \| \| 9e \| Franziska Koch \| Allemagne \| Team dsm-firmenich PostNL \| + 31 s \| \| 10e \| Chloé Dygert \| États-Unis \| Canyon-SRAM Racing \| + 33 s \| |                         |             |                            |             |
| |                         |             |                            |             |
| |                         |             |                            |             |
| Classement de l'étape |                         |             |                            |             |
| Coureuse | Coureuse                | Pays        | Équipe                     | Temps       |
| 1re | Zoe Bäckstedt           | Royaume-Uni | Canyon-SRAM Racing         | 12 min 40 s |
| 2e | Lieke Nooijen           | Pays-Bas    | Team Visma \| Lease a Bike | + 7 s       |
| 3e | Ellen van Dijk          | Pays-Bas    | Lidl-Trek                  | + 8 s       |
| 4e | Lotte Kopecky           | Belgique    | SD Worx-Protime            | + 11 s      |
| 5e | Silke Smulders          | Pays-Bas    | Liv AlUla Jayco            | + 16 s      |
| 6e | Anna Henderson          | Royaume-Uni | Team Visma \| Lease a Bike | + 24 s      |
| 7e | Riejanne Markus         | Pays-Bas    | Team Visma \| Lease a Bike | + 29 s      |
| 8e | Christina Schweinberger | Autriche    | Fenix-Deceuninck           | + 29 s      |
| 9e | Franziska Koch          | Allemagne   | Team dsm-firmenich PostNL  | + 31 s      |
| 10e | Chloé Dygert            | États-Unis  | Canyon-SRAM Racing         | + 33 s      |

| \| Classement général \| Classement général \| Classement général \| Classement général \| Classement général \| \| Coureuse \| Coureuse \| Pays \| Équipe \| Temps \| \| ------------------ \| ----------------------- \| ------------------ \| -------------------------- \| ------------------ \| \| 1re \| Zoe Bäckstedt \| Royaume-Uni \| Canyon-SRAM Racing \| 12 min 40 s \| \| 2e \| Lieke Nooijen \| Pays-Bas \| Team Visma \\| Lease a Bike \| + 7 s \| \| 3e \| Ellen van Dijk \| Pays-Bas \| Lidl-Trek \| + 8 s \| \| 4e \| Lotte Kopecky \| Belgique \| SD Worx-Protime \| + 11 s \| \| 5e \| Silke Smulders \| Pays-Bas \| Liv AlUla Jayco \| + 16 s \| \| 6e \| Anna Henderson \| Royaume-Uni \| Team Visma \\| Lease a Bike \| + 24 s \| \| 7e \| Riejanne Markus \| Pays-Bas \| Team Visma \\| Lease a Bike \| + 29 s \| \| 8e \| Christina Schweinberger \| Autriche \| Fenix-Deceuninck \| + 29 s \| \| 9e \| Franziska Koch \| Allemagne \| Team dsm-firmenich PostNL \| + 31 s \| \| 10e \| Chloé Dygert \| États-Unis \| Canyon-SRAM Racing \| + 33 s \| |                         |             |                            |             |
| |                         |             |                            |             |
| |                         |             |                            |             |
| Classement général |                         |             |                            |             |
| Coureuse | Coureuse                | Pays        | Équipe                     | Temps       |
| 1re | Zoe Bäckstedt           | Royaume-Uni | Canyon-SRAM Racing         | 12 min 40 s |
| 2e | Lieke Nooijen           | Pays-Bas    | Team Visma \| Lease a Bike | + 7 s       |
| 3e | Ellen van Dijk          | Pays-Bas    | Lidl-Trek                  | + 8 s       |
| 4e | Lotte Kopecky           | Belgique    | SD Worx-Protime            | + 11 s      |
| 5e | Silke Smulders          | Pays-Bas    | Liv AlUla Jayco            | + 16 s      |
| 6e | Anna Henderson          | Royaume-Uni | Team Visma \| Lease a Bike | + 24 s      |
| 7e | Riejanne Markus         | Pays-Bas    | Team Visma \| Lease a Bike | + 29 s      |
| 8e | Christina Schweinberger | Autriche    | Fenix-Deceuninck           | + 29 s      |
| 9e | Franziska Koch          | Allemagne   | Team dsm-firmenich PostNL  | + 31 s      |
| 10e | Chloé Dygert            | États-Unis  | Canyon-SRAM Racing         | + 33 s      |

### 2eétape
Le mont VAM est escaladé au bout de trente-huit kilomètres. À quarante-huit kilomètres de la fin, Ilse Pluimers sort seule. Elle compte jusqu'à deux minutes trente d'avance. Elle est reprise dans l'avant-dernier kilomètre. Au sprint, Lorena Wiebes s'impose de justesse devant Elisa Balsamo. Zoe Bäckstedt reste en tête du classement général mais toutes ses coéquipières ont abandonné.
| \| Classement de l'étape \| Classement de l'étape \| Classement de l'étape \| Classement de l'étape \| Classement de l'étape \| \| Coureuse \| Coureuse \| Pays \| Équipe \| Temps \| \| --------------------- \| --------------------- \| --------------------- \| -------------------------- \| --------------------- \| \| 1re \| Lorena Wiebes \| Pays-Bas \| SD Worx-Protime \| 3 h 44 min 34 s \| \| 2e \| Elisa Balsamo \| Italie \| Lidl-Trek \| + 0 s \| \| 3e \| Charlotte Kool \| Pays-Bas \| Team dsm-firmenich PostNL \| + 0 s \| \| 4e \| Nienke Veenhoven \| Pays-Bas \| Team Visma \\| Lease a Bike \| + 0 s \| \| 5e \| Susanne Andersen \| Norvège \| Uno-X Mobility \| + 0 s \| \| 6e \| Valentine Fortin \| France \| Cofidis \| + 0 s \| \| 7e \| Lara Gillespie \| Irlande \| UAE Team ADQ \| + 0 s \| \| 8e \| Lotte Kopecky \| Belgique \| SD Worx-Protime \| + 0 s \| \| 9e \| Katrijn De Clercq \| Belgique \| Lotto Dstny Ladies \| + 0 s \| \| 10e \| Letizia Paternoster \| Italie \| Liv AlUla Jayco \| + 0 s \| |                     |          |                            |                 |
| |                     |          |                            |                 |
| |                     |          |                            |                 |
| Classement de l'étape |                     |          |                            |                 |
| Coureuse | Coureuse            | Pays     | Équipe                     | Temps           |
| 1re | Lorena Wiebes       | Pays-Bas | SD Worx-Protime            | 3 h 44 min 34 s |
| 2e | Elisa Balsamo       | Italie   | Lidl-Trek                  | + 0 s           |
| 3e | Charlotte Kool      | Pays-Bas | Team dsm-firmenich PostNL  | + 0 s           |
| 4e | Nienke Veenhoven    | Pays-Bas | Team Visma \| Lease a Bike | + 0 s           |
| 5e | Susanne Andersen    | Norvège  | Uno-X Mobility             | + 0 s           |
| 6e | Valentine Fortin    | France   | Cofidis                    | + 0 s           |
| 7e | Lara Gillespie      | Irlande  | UAE Team ADQ               | + 0 s           |
| 8e | Lotte Kopecky       | Belgique | SD Worx-Protime            | + 0 s           |
| 9e | Katrijn De Clercq   | Belgique | Lotto Dstny Ladies         | + 0 s           |
| 10e | Letizia Paternoster | Italie   | Liv AlUla Jayco            | + 0 s           |

| \| Classement général \| Classement général \| Classement général \| Classement général \| Classement général \| \| Coureuse \| Coureuse \| Pays \| Équipe \| Temps \| \| ------------------ \| ----------------------- \| ------------------ \| -------------------------- \| ------------------ \| \| 1re \| Zoe Bäckstedt \| Royaume-Uni \| Canyon-SRAM Racing \| 3 h 57 min 14 s \| \| 2e \| Lieke Nooijen \| Pays-Bas \| Team Visma \\| Lease a Bike \| + 7 s \| \| 3e \| Ellen van Dijk \| Pays-Bas \| Lidl-Trek \| + 8 s \| \| 4e \| Lotte Kopecky \| Belgique \| SD Worx-Protime \| + 11 s \| \| 5e \| Silke Smulders \| Pays-Bas \| Liv AlUla Jayco \| + 16 s \| \| 6e \| Anna Henderson \| Royaume-Uni \| Team Visma \\| Lease a Bike \| + 24 s \| \| 7e \| Riejanne Markus \| Pays-Bas \| Team Visma \\| Lease a Bike \| + 29 s \| \| 8e \| Christina Schweinberger \| Autriche \| Fenix-Deceuninck \| + 29 s \| \| 9e \| Franziska Koch \| Allemagne \| Team dsm-firmenich PostNL \| + 31 s \| \| 10e \| Lorena Wiebes \| Pays-Bas \| SD Worx-Protime \| + 34 s \| |                         |             |                            |                 |
| |                         |             |                            |                 |
| |                         |             |                            |                 |
| Classement général |                         |             |                            |                 |
| Coureuse | Coureuse                | Pays        | Équipe                     | Temps           |
| 1re | Zoe Bäckstedt           | Royaume-Uni | Canyon-SRAM Racing         | 3 h 57 min 14 s |
| 2e | Lieke Nooijen           | Pays-Bas    | Team Visma \| Lease a Bike | + 7 s           |
| 3e | Ellen van Dijk          | Pays-Bas    | Lidl-Trek                  | + 8 s           |
| 4e | Lotte Kopecky           | Belgique    | SD Worx-Protime            | + 11 s          |
| 5e | Silke Smulders          | Pays-Bas    | Liv AlUla Jayco            | + 16 s          |
| 6e | Anna Henderson          | Royaume-Uni | Team Visma \| Lease a Bike | + 24 s          |
| 7e | Riejanne Markus         | Pays-Bas    | Team Visma \| Lease a Bike | + 29 s          |
| 8e | Christina Schweinberger | Autriche    | Fenix-Deceuninck           | + 29 s          |
| 9e | Franziska Koch          | Allemagne   | Team dsm-firmenich PostNL  | + 31 s          |
| 10e | Lorena Wiebes           | Pays-Bas    | SD Worx-Protime            | + 34 s          |

### 3eétape
Au bout de soixante-treize kilomètres, le vent provoque des bordures dans le peloton. Le groupe de tête comprend vingt-deux coureuses. À dix kilomètres de l'arrivée, Elisa Longo Borghini passe à l'offensive. Lorena Wiebes et Lotte Kopecky la prennent en chasse et la reprennent au bout d'un kilomètre. À sept kilomètres du but, Franziska Koch tente à son tour.  Christine Majerus part en poursuite. Ellen van Dijk mène la chasse derrière et reprend le duo où Majerus ne coopérait pas. Elynor Bäckstedt est la suivante à attaquer, mais sans succès. Barbara Guarischi et Kopecky lancent le sprint pour Wiebes, qui s'impose. Kopecky parvient à garder la vitesse et prend la troisième place.
| \| Classement de l'étape \| Classement de l'étape \| Classement de l'étape \| Classement de l'étape \| Classement de l'étape \| \| Coureuse \| Coureuse \| Pays \| Équipe \| Temps \| \| --------------------- \| --------------------- \| --------------------- \| ------------------------- \| --------------------- \| \| 1re \| Lorena Wiebes \| Pays-Bas \| SD Worx-Protime \| 3 h 20 min 03 s \| \| 2e \| Elisa Balsamo \| Italie \| Lidl-Trek \| + 0 s \| \| 3e \| Lotte Kopecky \| Belgique \| SD Worx-Protime \| + 0 s \| \| 4e \| Charlotte Kool \| Pays-Bas \| Team dsm-firmenich PostNL \| + 0 s \| \| 5e \| Rachele Barbieri \| Italie \| Team dsm-firmenich PostNL \| + 0 s \| \| 6e \| Ruby Roseman-Gannon \| Australie \| Liv AlUla Jayco \| + 4 s \| \| 7e \| Karlijn Swinkels \| Pays-Bas \| UAE Team ADQ \| + 4 s \| \| 8e \| Franziska Koch \| Allemagne \| Team dsm-firmenich PostNL \| + 4 s \| \| 9e \| Megan Jastrab \| États-Unis \| Team dsm-firmenich PostNL \| + 4 s \| \| 10e \| Ellen van Dijk \| Pays-Bas \| Lidl-Trek \| + 4 s \| |                     |            |                           |                 |
| |                     |            |                           |                 |
| |                     |            |                           |                 |
| Classement de l'étape |                     |            |                           |                 |
| Coureuse | Coureuse            | Pays       | Équipe                    | Temps           |
| 1re | Lorena Wiebes       | Pays-Bas   | SD Worx-Protime           | 3 h 20 min 03 s |
| 2e | Elisa Balsamo       | Italie     | Lidl-Trek                 | + 0 s           |
| 3e | Lotte Kopecky       | Belgique   | SD Worx-Protime           | + 0 s           |
| 4e | Charlotte Kool      | Pays-Bas   | Team dsm-firmenich PostNL | + 0 s           |
| 5e | Rachele Barbieri    | Italie     | Team dsm-firmenich PostNL | + 0 s           |
| 6e | Ruby Roseman-Gannon | Australie  | Liv AlUla Jayco           | + 4 s           |
| 7e | Karlijn Swinkels    | Pays-Bas   | UAE Team ADQ              | + 4 s           |
| 8e | Franziska Koch      | Allemagne  | Team dsm-firmenich PostNL | + 4 s           |
| 9e | Megan Jastrab       | États-Unis | Team dsm-firmenich PostNL | + 4 s           |
| 10e | Ellen van Dijk      | Pays-Bas   | Lidl-Trek                 | + 4 s           |

| \| Classement général \| Classement général \| Classement général \| Classement général \| Classement général \| \| Coureuse \| Coureuse \| Pays \| Équipe \| Temps \| \| ------------------ \| -------------------- \| ------------------ \| ------------------------- \| ------------------ \| \| 1re \| Zoe Bäckstedt \| Royaume-Uni \| Canyon-SRAM Racing \| 7 h 17 min 21 s \| \| 2e \| Lotte Kopecky \| Belgique \| SD Worx-Protime \| + 3 s \| \| 3e \| Ellen van Dijk \| Pays-Bas \| Lidl-Trek \| + 8 s \| \| 4e \| Silke Smulders \| Pays-Bas \| Liv AlUla Jayco \| + 16 s \| \| 5e \| Lorena Wiebes \| Pays-Bas \| SD Worx-Protime \| + 20 s \| \| 6e \| Franziska Koch \| Allemagne \| Team dsm-firmenich PostNL \| + 31 s \| \| 7e \| Charlotte Kool \| Pays-Bas \| Team dsm-firmenich PostNL \| + 34 s \| \| 8e \| Elisa Balsamo \| Italie \| Lidl-Trek \| + 36 s \| \| 9e \| Elisa Longo Borghini \| Italie \| Lidl-Trek \| + 36 s \| \| 10e \| Audrey Cordon-Ragot \| France \| Human Powered Health \| + 41 s \| |                      |             |                           |                 |
| |                      |             |                           |                 |
| |                      |             |                           |                 |
| Classement général |                      |             |                           |                 |
| Coureuse | Coureuse             | Pays        | Équipe                    | Temps           |
| 1re | Zoe Bäckstedt        | Royaume-Uni | Canyon-SRAM Racing        | 7 h 17 min 21 s |
| 2e | Lotte Kopecky        | Belgique    | SD Worx-Protime           | + 3 s           |
| 3e | Ellen van Dijk       | Pays-Bas    | Lidl-Trek                 | + 8 s           |
| 4e | Silke Smulders       | Pays-Bas    | Liv AlUla Jayco           | + 16 s          |
| 5e | Lorena Wiebes        | Pays-Bas    | SD Worx-Protime           | + 20 s          |
| 6e | Franziska Koch       | Allemagne   | Team dsm-firmenich PostNL | + 31 s          |
| 7e | Charlotte Kool       | Pays-Bas    | Team dsm-firmenich PostNL | + 34 s          |
| 8e | Elisa Balsamo        | Italie      | Lidl-Trek                 | + 36 s          |
| 9e | Elisa Longo Borghini | Italie      | Lidl-Trek                 | + 36 s          |
| 10e | Audrey Cordon-Ragot  | France      | Human Powered Health      | + 41 s          |

### 4eétape
Teniel Campbell sort du peloton à soixante-onze kilomètres de l'arrivée. Julia Borgström part en poursuite, elle revient sur la tête de course au bout de huit kilomètres. À cinquante-cinq kilomètres de la ligne, Riejanne Markus tente également de sortir, mais on ne la laisse pas partir. Trois kilomètres plus loin, Eva van Agt provoque la formation d'un groupe de douze coureuses auquel s'ajoute rapidement le duo de tête. Ce groupe obtient une avance de deux minutes sur le peloton où SD-Worx chasse. Dans le final, Franziska Koch donne toute son énergie pour maintenir le groupe de tête détaché. Au sprint, Barbara Guarischi se montre la plus rapide. Koch prend la tête du classement général, le peloton arrivant trente-six secondes après l'échappée.
| \| Classement de l'étape \| Classement de l'étape \| Classement de l'étape \| Classement de l'étape \| Classement de l'étape \| \| Coureuse \| Coureuse \| Pays \| Équipe \| Temps \| \| --------------------- \| ------------------------- \| --------------------- \| -------------------------- \| --------------------- \| \| 1re \| Barbara Guarischi \| Italie \| SD Worx-Protime \| 2 h 49 min 53 s \| \| 2e \| Ally Wollaston \| Nouvelle-Zélande \| AG Insurance-Soudal Team \| + 0 s \| \| 3e \| Maria Giulia Confalonieri \| Italie \| Uno-X Mobility \| + 0 s \| \| 4e \| Franziska Koch \| Allemagne \| Team dsm-firmenich PostNL \| + 0 s \| \| 5e \| Karlijn Swinkels \| Pays-Bas \| UAE Team ADQ \| + 0 s \| \| 6e \| Eva van Agt \| Pays-Bas \| Team Visma \\| Lease a Bike \| + 0 s \| \| 7e \| Femke Markus \| Pays-Bas \| SD Worx-Protime \| + 0 s \| \| 8e \| Christina Schweinberger \| Autriche \| Fenix-Deceuninck \| + 0 s \| \| 9e \| Quinty Ton \| Pays-Bas \| Liv AlUla Jayco \| + 0 s \| \| 10e \| Victoire Berteau \| France \| Cofidis \| + 0 s \| |                           |                  |                            |                 |
| |                           |                  |                            |                 |
| |                           |                  |                            |                 |
| Classement de l'étape |                           |                  |                            |                 |
| Coureuse | Coureuse                  | Pays             | Équipe                     | Temps           |
| 1re | Barbara Guarischi         | Italie           | SD Worx-Protime            | 2 h 49 min 53 s |
| 2e | Ally Wollaston            | Nouvelle-Zélande | AG Insurance-Soudal Team   | + 0 s           |
| 3e | Maria Giulia Confalonieri | Italie           | Uno-X Mobility             | + 0 s           |
| 4e | Franziska Koch            | Allemagne        | Team dsm-firmenich PostNL  | + 0 s           |
| 5e | Karlijn Swinkels          | Pays-Bas         | UAE Team ADQ               | + 0 s           |
| 6e | Eva van Agt               | Pays-Bas         | Team Visma \| Lease a Bike | + 0 s           |
| 7e | Femke Markus              | Pays-Bas         | SD Worx-Protime            | + 0 s           |
| 8e | Christina Schweinberger   | Autriche         | Fenix-Deceuninck           | + 0 s           |
| 9e | Quinty Ton                | Pays-Bas         | Liv AlUla Jayco            | + 0 s           |
| 10e | Victoire Berteau          | France           | Cofidis                    | + 0 s           |

| \| Classement général \| Classement général \| Classement général \| Classement général \| Classement général \| \| Coureuse \| Coureuse \| Pays \| Équipe \| Temps \| \| ------------------ \| ------------------ \| ------------------ \| ------------------------- \| ------------------ \| \| 1re \| Franziska Koch \| Allemagne \| Team dsm-firmenich PostNL \| 10 h 07 min 45 s \| \| 2e \| Zoe Bäckstedt \| Royaume-Uni \| Canyon-SRAM Racing \| + 5 s \| \| 3e \| Lotte Kopecky \| Belgique \| SD Worx-Protime \| + 8 s \| \| 4e \| Ellen van Dijk \| Pays-Bas \| Lidl-Trek \| + 13 s \| \| 5e \| Karlijn Swinkels \| Pays-Bas \| UAE Team ADQ \| + 19 s \| \| 6e \| Silke Smulders \| Pays-Bas \| Liv AlUla Jayco \| + 21 s \| \| 7e \| Femke Markus \| Pays-Bas \| SD Worx-Protime \| + 24 s \| \| 8e \| Lorena Wiebes \| Pays-Bas \| SD Worx-Protime \| + 25 s \| \| 9e \| Charlotte Kool \| Pays-Bas \| Team dsm-firmenich PostNL \| + 39 s \| \| 10e \| Elisa Balsamo \| Italie \| Lidl-Trek \| + 41 s \| |                  |             |                           |                  |
| |                  |             |                           |                  |
| |                  |             |                           |                  |
| Classement général |                  |             |                           |                  |
| Coureuse | Coureuse         | Pays        | Équipe                    | Temps            |
| 1re | Franziska Koch   | Allemagne   | Team dsm-firmenich PostNL | 10 h 07 min 45 s |
| 2e | Zoe Bäckstedt    | Royaume-Uni | Canyon-SRAM Racing        | + 5 s            |
| 3e | Lotte Kopecky    | Belgique    | SD Worx-Protime           | + 8 s            |
| 4e | Ellen van Dijk   | Pays-Bas    | Lidl-Trek                 | + 13 s           |
| 5e | Karlijn Swinkels | Pays-Bas    | UAE Team ADQ              | + 19 s           |
| 6e | Silke Smulders   | Pays-Bas    | Liv AlUla Jayco           | + 21 s           |
| 7e | Femke Markus     | Pays-Bas    | SD Worx-Protime           | + 24 s           |
| 8e | Lorena Wiebes    | Pays-Bas    | SD Worx-Protime           | + 25 s           |
| 9e | Charlotte Kool   | Pays-Bas    | Team dsm-firmenich PostNL | + 39 s           |
| 10e | Elisa Balsamo    | Italie      | Lidl-Trek                 | + 41 s           |

### 5eétape
Audrey De Keersmaeker  attaque à quatre-vingt-cinq kilomètres de l'arrivée. Son avance atteint deux minutes quarante-cinq. À quinze kilomètres de l'arrivée, Linda Riedmann revient sur De Keersmaeker qui n'a plus que quelques secondes d'avance. Elles sont reprises un kilomètre plus loin. Quinty Ton puis Ruby Roseman-Gannon tentent de sortir, sans succès. Une chute massive impliquant Lotte Kopecky a lieu dans le final. Lorena Wiebes gagne de nouveau.
| \| Classement de l'étape \| Classement de l'étape \| Classement de l'étape \| Classement de l'étape \| Classement de l'étape \| \| Coureuse \| Coureuse \| Pays \| Équipe \| Temps \| \| --------------------- \| ----------------------- \| --------------------- \| -------------------------- \| --------------------- \| \| 1re \| Lorena Wiebes \| Pays-Bas \| SD Worx-Protime \| 3 h 33 min 21 s \| \| 2e \| Elisa Balsamo \| Italie \| Lidl-Trek \| + 0 s \| \| 3e \| Nienke Veenhoven \| Pays-Bas \| Team Visma \\| Lease a Bike \| + 0 s \| \| 4e \| Letizia Paternoster \| Italie \| Liv AlUla Jayco \| + 0 s \| \| 5e \| Lara Gillespie \| Irlande \| UAE Team ADQ \| + 0 s \| \| 6e \| Ally Wollaston \| Nouvelle-Zélande \| AG Insurance-Soudal Team \| + 0 s \| \| 7e \| Christina Schweinberger \| Autriche \| Fenix-Deceuninck \| + 0 s \| \| 8e \| Rachele Barbieri \| Italie \| Team dsm-firmenich PostNL \| + 0 s \| \| 9e \| Katrijn De Clercq \| Belgique \| Lotto Dstny Ladies \| + 0 s \| \| 10e \| Zoe Bäckstedt \| Royaume-Uni \| Canyon-SRAM Racing \| + 0 s \| |                         |                  |                            |                 |
| |                         |                  |                            |                 |
| |                         |                  |                            |                 |
| Classement de l'étape |                         |                  |                            |                 |
| Coureuse | Coureuse                | Pays             | Équipe                     | Temps           |
| 1re | Lorena Wiebes           | Pays-Bas         | SD Worx-Protime            | 3 h 33 min 21 s |
| 2e | Elisa Balsamo           | Italie           | Lidl-Trek                  | + 0 s           |
| 3e | Nienke Veenhoven        | Pays-Bas         | Team Visma \| Lease a Bike | + 0 s           |
| 4e | Letizia Paternoster     | Italie           | Liv AlUla Jayco            | + 0 s           |
| 5e | Lara Gillespie          | Irlande          | UAE Team ADQ               | + 0 s           |
| 6e | Ally Wollaston          | Nouvelle-Zélande | AG Insurance-Soudal Team   | + 0 s           |
| 7e | Christina Schweinberger | Autriche         | Fenix-Deceuninck           | + 0 s           |
| 8e | Rachele Barbieri        | Italie           | Team dsm-firmenich PostNL  | + 0 s           |
| 9e | Katrijn De Clercq       | Belgique         | Lotto Dstny Ladies         | + 0 s           |
| 10e | Zoe Bäckstedt           | Royaume-Uni      | Canyon-SRAM Racing         | + 0 s           |

| \| Classement général \| Classement général \| Classement général \| Classement général \| Classement général \| \| Coureuse \| Coureuse \| Pays \| Équipe \| Temps \| \| ------------------ \| -------------------- \| ------------------ \| ------------------------- \| ------------------ \| \| 1re \| Franziska Koch \| Allemagne \| Team dsm-firmenich PostNL \| 13 h 41 min 06 s \| \| 2e \| Zoe Bäckstedt \| Royaume-Uni \| Canyon-SRAM Racing \| + 5 s \| \| 3e \| Lotte Kopecky \| Belgique \| SD Worx-Protime \| + 8 s \| \| 4e \| Ellen van Dijk \| Pays-Bas \| Lidl-Trek \| + 13 s \| \| 5e \| Lorena Wiebes \| Pays-Bas \| SD Worx-Protime \| + 15 s \| \| 6e \| Karlijn Swinkels \| Pays-Bas \| UAE Team ADQ \| + 19 s \| \| 7e \| Silke Smulders \| Pays-Bas \| Liv AlUla Jayco \| + 21 s \| \| 8e \| Femke Markus \| Pays-Bas \| SD Worx-Protime \| + 24 s \| \| 9e \| Elisa Balsamo \| Italie \| Lidl-Trek \| + 35 s \| \| 10e \| Elisa Longo Borghini \| Italie \| Lidl-Trek \| + 41 s \| |                      |             |                           |                  |
| |                      |             |                           |                  |
| |                      |             |                           |                  |
| Classement général |                      |             |                           |                  |
| Coureuse | Coureuse             | Pays        | Équipe                    | Temps            |
| 1re | Franziska Koch       | Allemagne   | Team dsm-firmenich PostNL | 13 h 41 min 06 s |
| 2e | Zoe Bäckstedt        | Royaume-Uni | Canyon-SRAM Racing        | + 5 s            |
| 3e | Lotte Kopecky        | Belgique    | SD Worx-Protime           | + 8 s            |
| 4e | Ellen van Dijk       | Pays-Bas    | Lidl-Trek                 | + 13 s           |
| 5e | Lorena Wiebes        | Pays-Bas    | SD Worx-Protime           | + 15 s           |
| 6e | Karlijn Swinkels     | Pays-Bas    | UAE Team ADQ              | + 19 s           |
| 7e | Silke Smulders       | Pays-Bas    | Liv AlUla Jayco           | + 21 s           |
| 8e | Femke Markus         | Pays-Bas    | SD Worx-Protime           | + 24 s           |
| 9e | Elisa Balsamo        | Italie      | Lidl-Trek                 | + 35 s           |
| 10e | Elisa Longo Borghini | Italie      | Lidl-Trek                 | + 41 s           |

### 6eétape
Ilaria Sanguineti est la première échappée. Elle compte jusqu'a une minute trente d'avance, mais est reprise avant la fin du premier tour. Linda Riedmann tente de sortir, mais n'y parvient pas. À quarante-quatre kilomètres de l'arrivée, Ruby Roseman-Gannon passe à l'offensive. Elle est rejointe par Elisa Longo Borghini, Karlijn Swinkels et Femke Gerritse. DSM-Firmenich PostNL reprend rapidement ce groupe dangereux. Silke Smulders part ensuite seule. Deux groupes contenant entre autres Lorena Wiebes tentent de partir, mais le peloton contrôle. À vingt-neuf kilomètres de l'arrivée, Christine Majerus attaque. Elle est accompagnée par Anna Henderson, Lara Gillespie, Alexandra Manly, Megan Jastrab et Alice Wood. Ce groupe est repris quelques kilomètres plus loin. À trois kilomètres de l'arrivée, Karlijn Swinkels attaque, mais est reprise. Lorena Wiebes lance le sprint pour Lotte Kopecky qui s'impose. Smulders est reprise dans les derniers mètres du sprint. Lotte Kopecky remporte le classement général grâce aux bonifications.
| \| Classement de l'étape \| Classement de l'étape \| Classement de l'étape \| Classement de l'étape \| Classement de l'étape \| \| Coureuse \| Coureuse \| Pays \| Équipe \| Temps \| \| --------------------- \| --------------------- \| --------------------- \| -------------------------- \| --------------------- \| \| 1re \| Lotte Kopecky \| Belgique \| SD Worx-Protime \| 3 h 44 min 49 s \| \| 2e \| Lorena Wiebes \| Pays-Bas \| SD Worx-Protime \| + 0 s \| \| 3e \| Marthe Truyen \| Belgique \| Fenix-Deceuninck \| + 0 s \| \| 4e \| Silke Smulders \| Pays-Bas \| Liv AlUla Jayco \| + 0 s \| \| 5e \| Elisa Balsamo \| Italie \| Lidl-Trek \| + 0 s \| \| 6e \| Susanne Andersen \| Norvège \| Uno-X Mobility \| + 0 s \| \| 7e \| Ally Wollaston \| Nouvelle-Zélande \| AG Insurance-Soudal Team \| + 0 s \| \| 8e \| Franziska Koch \| Allemagne \| Team dsm-firmenich PostNL \| + 0 s \| \| 9e \| Nienke Veenhoven \| Pays-Bas \| Team Visma \\| Lease a Bike \| + 0 s \| \| 10e \| Rachele Barbieri \| Italie \| Team dsm-firmenich PostNL \| + 0 s \| |                  |                  |                            |                 |
| |                  |                  |                            |                 |
| |                  |                  |                            |                 |
| Classement de l'étape |                  |                  |                            |                 |
| Coureuse | Coureuse         | Pays             | Équipe                     | Temps           |
| 1re | Lotte Kopecky    | Belgique         | SD Worx-Protime            | 3 h 44 min 49 s |
| 2e | Lorena Wiebes    | Pays-Bas         | SD Worx-Protime            | + 0 s           |
| 3e | Marthe Truyen    | Belgique         | Fenix-Deceuninck           | + 0 s           |
| 4e | Silke Smulders   | Pays-Bas         | Liv AlUla Jayco            | + 0 s           |
| 5e | Elisa Balsamo    | Italie           | Lidl-Trek                  | + 0 s           |
| 6e | Susanne Andersen | Norvège          | Uno-X Mobility             | + 0 s           |
| 7e | Ally Wollaston   | Nouvelle-Zélande | AG Insurance-Soudal Team   | + 0 s           |
| 8e | Franziska Koch   | Allemagne        | Team dsm-firmenich PostNL  | + 0 s           |
| 9e | Nienke Veenhoven | Pays-Bas         | Team Visma \| Lease a Bike | + 0 s           |
| 10e | Rachele Barbieri | Italie           | Team dsm-firmenich PostNL  | + 0 s           |

## Classements finals

### Classement général final
| \| Classement général \| Classement général \| Classement général \| Classement général \| Classement général \| \| Coureuse \| Coureuse \| Pays \| Équipe \| Temps \| \| ------------------ \| -------------------- \| ------------------ \| ------------------------- \| ------------------ \| \| 1re \| Lotte Kopecky \| Belgique \| SD Worx-Protime \| 17 h 25 min 53 s \| \| 2e \| Franziska Koch \| Allemagne \| Team dsm-firmenich PostNL \| + 2 s \| \| 3e \| Zoe Bäckstedt \| Royaume-Uni \| Canyon-SRAM Racing \| + 7 s \| \| 4e \| Lorena Wiebes \| Pays-Bas \| SD Worx-Protime \| + 11 s \| \| 5e \| Ellen van Dijk \| Pays-Bas \| Lidl-Trek \| + 15 s \| \| 6e \| Karlijn Swinkels \| Pays-Bas \| UAE Team ADQ \| + 21 s \| \| 7e \| Silke Smulders \| Pays-Bas \| Liv AlUla Jayco \| + 23 s \| \| 8e \| Femke Markus \| Pays-Bas \| SD Worx-Protime \| + 26 s \| \| 9e \| Elisa Balsamo \| Italie \| Lidl-Trek \| + 37 s \| \| 10e \| Elisa Longo Borghini \| Italie \| Lidl-Trek \| + 43 s \| |                      |             |                           |                  |
| |                      |             |                           |                  |
| Source : ProCyclingStats |                      |             |                           |                  |
| Classement général |                      |             |                           |                  |
| Coureuse | Coureuse             | Pays        | Équipe                    | Temps            |
| 1re | Lotte Kopecky        | Belgique    | SD Worx-Protime           | 17 h 25 min 53 s |
| 2e | Franziska Koch       | Allemagne   | Team dsm-firmenich PostNL | + 2 s            |
| 3e | Zoe Bäckstedt        | Royaume-Uni | Canyon-SRAM Racing        | + 7 s            |
| 4e | Lorena Wiebes        | Pays-Bas    | SD Worx-Protime           | + 11 s           |
| 5e | Ellen van Dijk       | Pays-Bas    | Lidl-Trek                 | + 15 s           |
| 6e | Karlijn Swinkels     | Pays-Bas    | UAE Team ADQ              | + 21 s           |
| 7e | Silke Smulders       | Pays-Bas    | Liv AlUla Jayco           | + 23 s           |
| 8e | Femke Markus         | Pays-Bas    | SD Worx-Protime           | + 26 s           |
| 9e | Elisa Balsamo        | Italie      | Lidl-Trek                 | + 37 s           |
| 10e | Elisa Longo Borghini | Italie      | Lidl-Trek                 | + 43 s           |

### UCI World Tour

#### Points attribués
| Position                  | 1er | 2e  | 3e  | 4e  | 5e  | 6e  | 7e  | 8e  | 9e | 10e | 11e | 12e | 13e | 14e | 15e | 16e à 20e | 21e à 30e | 31e à 40e |  |  |
| Classement général        | 400 | 320 | 260 | 220 | 180 | 140 | 120 | 100 | 80 | 68  | 56  | 48  | 40  | 32  | 28  | 24        | 16        | 8         |  |  |
| Étapes et demi-étapes     | 50  | 40  | 30  | 25  | 20  | 18  | 15  | 10  | 8  | 6   |     |     |     |     |     |           |           |           |  |  |
| Port du maillot de leader | 8   |     |     |     |     |     |     |     |    |     |     |     |     |     |     |           |           |           |  |  |

### Classements annexes
| Classement par points | Classement par points | Classement par points | Classement par points      | Classement par points |
| Coureuse              | Coureuse              | Pays                  | Équipe                     | Points                |
| --------------------- | --------------------- | --------------------- | -------------------------- | --------------------- |
| 1re                   | Lorena Wiebes         | Pays-Bas              | SD Worx-Protime            | 97 pts                |
| 2e                    | Elisa Balsamo         | Italie                | Lidl-Trek                  | 72 pts                |
| 3e                    | Lotte Kopecky         | Belgique              | SD Worx-Protime            | 63 pts                |
| 4e                    | Franziska Koch        | Allemagne             | Team dsm-firmenich PostNL  | 45 pts                |
| 5e                    | Ally Wollaston        | Nouvelle-Zélande      | AG Insurance-Soudal Team   | 39 pts                |
| 6e                    | Zoe Bäckstedt         | Royaume-Uni           | Canyon-SRAM Racing         | 37 pts                |
| 7e                    | Nienke Veenhoven      | Pays-Bas              | Team Visma \| Lease a Bike | 37 pts                |
| 8e                    | Silke Smulders        | Pays-Bas              | Liv AlUla Jayco            | 30 pts                |
| 9e                    | Karlijn Swinkels      | Pays-Bas              | UAE Team ADQ               | 26 pts                |
| 10e                   | Rachele Barbieri      | Italie                | Team dsm-firmenich PostNL  | 26 pts                |

| Classement par points | Classement par points | Classement par points | Classement par points      | Classement par points |
| Coureuse              | Coureuse              | Pays                  | Équipe                     | Points                |
| --------------------- | --------------------- | --------------------- | -------------------------- | --------------------- |
| 1re                   | Lorena Wiebes         | Pays-Bas              | SD Worx-Protime            | 97 pts                |
| 2e                    | Elisa Balsamo         | Italie                | Lidl-Trek                  | 72 pts                |
| 3e                    | Lotte Kopecky         | Belgique              | SD Worx-Protime            | 63 pts                |
| 4e                    | Franziska Koch        | Allemagne             | Team dsm-firmenich PostNL  | 45 pts                |
| 5e                    | Ally Wollaston        | Nouvelle-Zélande      | AG Insurance-Soudal Team   | 39 pts                |
| 6e                    | Zoe Bäckstedt         | Royaume-Uni           | Canyon-SRAM Racing         | 37 pts                |
| 7e                    | Nienke Veenhoven      | Pays-Bas              | Team Visma \| Lease a Bike | 37 pts                |
| 8e                    | Silke Smulders        | Pays-Bas              | Liv AlUla Jayco            | 30 pts                |
| 9e                    | Karlijn Swinkels      | Pays-Bas              | UAE Team ADQ               | 26 pts                |
| 10e                   | Rachele Barbieri      | Italie                | Team dsm-firmenich PostNL  | 26 pts                |

| Classement de la montagne | Classement de la montagne | Classement de la montagne | Classement de la montagne  | Classement de la montagne |
| Coureuse                  | Coureuse                  | Pays                      | Équipe                     | Points                    |
| ------------------------- | ------------------------- | ------------------------- | -------------------------- | ------------------------- |
| 1re                       | Jeanne Korevaar           | Pays-Bas                  | Liv AlUla Jayco            | 20 pts                    |
| 2e                        | Silke Smulders            | Pays-Bas                  | Liv AlUla Jayco            | 15 pts                    |
| 3e                        | Victoire Berteau          | France                    | Cofidis                    | 5 pts                     |
| 4e                        | Karlijn Swinkels          | Pays-Bas                  | UAE Team ADQ               | 3 pts                     |
| 5e                        | Elisa Longo Borghini      | Italie                    | Lidl-Trek                  | 3 pts                     |
| 6e                        | Christine Majerus         | Luxembourg                | SD Worx-Protime            | 3 pts                     |
| 7e                        | Lieke Nooijen             | Pays-Bas                  | Team Visma \| Lease a Bike | 3 pts                     |
| 8e                        | Anna Henderson            | Royaume-Uni               | Team Visma \| Lease a Bike | 3 pts                     |
| 9e                        | Femke Gerritse            | Pays-Bas                  | SD Worx-Protime            | 3 pts                     |
| 10e                       | Rebecca Koerner           | Danemark                  | Uno-X Mobility             | 3 pts                     |

| Classement de la montagne | Classement de la montagne | Classement de la montagne | Classement de la montagne  | Classement de la montagne |
| Coureuse                  | Coureuse                  | Pays                      | Équipe                     | Points                    |
| ------------------------- | ------------------------- | ------------------------- | -------------------------- | ------------------------- |
| 1re                       | Jeanne Korevaar           | Pays-Bas                  | Liv AlUla Jayco            | 20 pts                    |
| 2e                        | Silke Smulders            | Pays-Bas                  | Liv AlUla Jayco            | 15 pts                    |
| 3e                        | Victoire Berteau          | France                    | Cofidis                    | 5 pts                     |
| 4e                        | Karlijn Swinkels          | Pays-Bas                  | UAE Team ADQ               | 3 pts                     |
| 5e                        | Elisa Longo Borghini      | Italie                    | Lidl-Trek                  | 3 pts                     |
| 6e                        | Christine Majerus         | Luxembourg                | SD Worx-Protime            | 3 pts                     |
| 7e                        | Lieke Nooijen             | Pays-Bas                  | Team Visma \| Lease a Bike | 3 pts                     |
| 8e                        | Anna Henderson            | Royaume-Uni               | Team Visma \| Lease a Bike | 3 pts                     |
| 9e                        | Femke Gerritse            | Pays-Bas                  | SD Worx-Protime            | 3 pts                     |
| 10e                       | Rebecca Koerner           | Danemark                  | Uno-X Mobility             | 3 pts                     |

| Classement du meilleur jeune | Classement du meilleur jeune | Classement du meilleur jeune | Classement du meilleur jeune | Classement du meilleur jeune |
| Coureuse                     | Coureuse                     | Pays                         | Équipe                       | Temps                        |
| ---------------------------- | ---------------------------- | ---------------------------- | ---------------------------- | ---------------------------- |
| 1re                          | Zoe Bäckstedt                | Royaume-Uni                  | Canyon-SRAM Racing           | 17 h 26 min 00 s             |
| 2e                           | Nienke Veenhoven             | Pays-Bas                     | Team Visma \| Lease a Bike   | + 53 s                       |
| 3e                           | Megan Jastrab                | États-Unis                   | Team dsm-firmenich PostNL    | + 1 min 01 s                 |
| 4e                           | Ilse Pluimers                | Pays-Bas                     | AG Insurance-Soudal Team     | + 1 min 55 s                 |
| 5e                           | Julie De Wilde               | Belgique                     | Fenix-Deceuninck             | + 2 min 39 s                 |
| 6e                           | Linda Riedmann               | Allemagne                    | Team Visma \| Lease a Bike   | + 2 min 54 s                 |
| 7e                           | Anniina Ahtosalo             | Finlande                     | Uno-X Mobility               | + 3 min 19 s                 |
| 8e                           | Ava Holmgren                 | Canada                       | Lidl-Trek                    | + 10 min 50 s                |
| 9e                           | Alberte Greve                | Danemark                     | Lotto Dstny Ladies           | + 11 min 09 s                |
| 10e                          | Silje Bader                  | Pays-Bas                     | Team dsm-firmenich PostNL    | + 11 min 42 s                |

| Classement du meilleur jeune | Classement du meilleur jeune | Classement du meilleur jeune | Classement du meilleur jeune | Classement du meilleur jeune |
| Coureuse                     | Coureuse                     | Pays                         | Équipe                       | Temps                        |
| ---------------------------- | ---------------------------- | ---------------------------- | ---------------------------- | ---------------------------- |
| 1re                          | Zoe Bäckstedt                | Royaume-Uni                  | Canyon-SRAM Racing           | 17 h 26 min 00 s             |
| 2e                           | Nienke Veenhoven             | Pays-Bas                     | Team Visma \| Lease a Bike   | + 53 s                       |
| 3e                           | Megan Jastrab                | États-Unis                   | Team dsm-firmenich PostNL    | + 1 min 01 s                 |
| 4e                           | Ilse Pluimers                | Pays-Bas                     | AG Insurance-Soudal Team     | + 1 min 55 s                 |
| 5e                           | Julie De Wilde               | Belgique                     | Fenix-Deceuninck             | + 2 min 39 s                 |
| 6e                           | Linda Riedmann               | Allemagne                    | Team Visma \| Lease a Bike   | + 2 min 54 s                 |
| 7e                           | Anniina Ahtosalo             | Finlande                     | Uno-X Mobility               | + 3 min 19 s                 |
| 8e                           | Ava Holmgren                 | Canada                       | Lidl-Trek                    | + 10 min 50 s                |
| 9e                           | Alberte Greve                | Danemark                     | Lotto Dstny Ladies           | + 11 min 09 s                |
| 10e                          | Silje Bader                  | Pays-Bas                     | Team dsm-firmenich PostNL    | + 11 min 42 s                |

| Classement par équipes | Classement par équipes     | Classement par équipes | Classement par équipes |
| Équipe                 | Équipe                     | Pays                   | Temps                  |
| ---------------------- | -------------------------- | ---------------------- | ---------------------- |
| 1re                    | SD Worx-Protime            | Pays-Bas               | 52 h 18 min 30 s       |
| 2e                     | Lidl-Trek                  | États-Unis             | + 49 s                 |
| 3e                     | Team DSM-Firmenich PostNL  | Pays-Bas               | + 57 s                 |
| 4e                     | Liv AlUla Jayco            | Australie              | + 1 min 25 s           |
| 5e                     | Team Visma \| Lease a Bike | Pays-Bas               | + 2 min 38 s           |
| 6e                     | AG Insurance-Soudal Team   | Belgique               | + 4 min 45 s           |
| 7e                     | Uno-X Mobility             | Norvège                | + 5 min 14 s           |
| 8e                     | Fenix-Deceuninck           | Belgique               | + 5 min 50 s           |
| 9e                     | UAE Team ADQ               | Émirats arabes unis    | + 12 min 30 s          |

| Classement par équipes | Classement par équipes     | Classement par équipes | Classement par équipes |
| Équipe                 | Équipe                     | Pays                   | Temps                  |
| ---------------------- | -------------------------- | ---------------------- | ---------------------- |
| 1re                    | SD Worx-Protime            | Pays-Bas               | 52 h 18 min 30 s       |
| 2e                     | Lidl-Trek                  | États-Unis             | + 49 s                 |
| 3e                     | Team DSM-Firmenich PostNL  | Pays-Bas               | + 57 s                 |
| 4e                     | Liv AlUla Jayco            | Australie              | + 1 min 25 s           |
| 5e                     | Team Visma \| Lease a Bike | Pays-Bas               | + 2 min 38 s           |
| 6e                     | AG Insurance-Soudal Team   | Belgique               | + 4 min 45 s           |
| 7e                     | Uno-X Mobility             | Norvège                | + 5 min 14 s           |
| 8e                     | Fenix-Deceuninck           | Belgique               | + 5 min 50 s           |
| 9e                     | UAE Team ADQ               | Émirats arabes unis    | + 12 min 30 s          |

## Évolution des classements
| Étape              |                             | Vainqueur _       | Classement général | Classement par points | Meilleure grimpeuse | Meilleure jeune _ | Meilleure équipe _         |
| ------------------ | --------------------------- | ----------------- | ------------------ | --------------------- | ------------------- | ----------------- | -------------------------- |
| 1re étape          | contre-la-montre individuel | Zoe Bäckstedt     | Zoe Bäckstedt      | Zoe Bäckstedt         | non attribué        | Zoe Bäckstedt     | Team Visma \| Lease a Bike |
| 2e étape           | étape de plaine             | Lorena Wiebes     | Zoe Bäckstedt      | Zoe Bäckstedt         | Jeanne Korevaar     | Zoe Bäckstedt     | Team Visma \| Lease a Bike |
| 3e étape           | étape de plaine             | Lorena Wiebes     | Zoe Bäckstedt      | Lorena Wiebes         | Jeanne Korevaar     | Zoe Bäckstedt     | Lidl-Trek                  |
| 4e étape           | étape de plaine             | Barbara Guarischi | Franziska Koch     | Lorena Wiebes         | Jeanne Korevaar     | Zoe Bäckstedt     | SD Worx-Protime            |
| 5e étape           | étape de plaine             | Lorena Wiebes     | Franziska Koch     | Lorena Wiebes         | Jeanne Korevaar     | Zoe Bäckstedt     | SD Worx-Protime            |
| 6e étape           | étape vallonnée             | Lotte Kopecky     | Lotte Kopecky      | Lorena Wiebes         | Jeanne Korevaar     | Zoe Bäckstedt     | SD Worx-Protime            |
| Classements finals | Classements finals          |                   | Lotte Kopecky      | Lorena Wiebes         | Jeanne Korevaar     | Zoe Bäckstedt     | non attribué               |

## Liste des participantes
| Légende                                          | Légende                                                                                              | Légende                                | Légende |
| ------------------------------------------------ | --- | -------------------------------------- | --- |
| Num                                              | Dossard de départ porté par la coureuse sur ce Simac Ladies Tour                                     | Pos                                    | Position finale au classement général                                                                         |
| Leader du classement général                     | Indique la vainqueur du classement général                                                           | Leader du classement par points        | Indique la vainqueur du classement par points                                                                 |
| Leader du classement de la montagne              | Indique la vainqueur du classement de la montagne                                                    | Leader du classement du meilleur jeune | Indique la vainqueur du classement de la meilleure jeune                                                      |
| Coureur élu combatif lors de la précédente étape | Indique la coureuse la plus combative                                                                |                                        | Indique un maillot de champion national ou mondial, suivi de sa spécialité                                    |
| #                                                | Indique la meilleure équipe                                                                          | NP                                     | Indique une coureuse qui n'a pas pris le départ d'une étape, suivi du numéro de l'étape où elle s'est retirée |
| AB                                               | Indique une coureuse qui n'a pas terminé une étape, suivi du numéro de l'étape où elle s'est retirée | HD                                     | Indique un coureuse qui a terminé une étape hors des délais, suivi du numéro de l'étape                       |
| DSQ                                              | Indique un coureur qui a été disqualifié de la course, suivi du numéro de l'étape                    | *                                      | Indique un coureuse en lice pour le classement de la meilleure jeune (coureuses nées après le )               |

| SD Worx-Protime SDW | SD Worx-Protime SDW     | SD Worx-Protime SDW |
| ------------------- | ----------------------- | ------------------- |
| Num                 | Coureuse                | Pos                 |
| 1                   | Lotte Kopecky (BEL)     | 1re                 |
| 2                   | Lorena Wiebes (NED)     | 4e                  |
| 3                   | Femke Gerritse (NED)    | 22e                 |
| 4                   | Barbara Guarischi (ITA) | 15e                 |
| 5                   | Christine Majerus (LUX) | 18e                 |
| 6                   | Femke Markus (NED)      | 8e                  |
| 7                   | Lonneke Uneken (NED)    | 39e                 |

| AG Insurance-Soudal Team AGS | AG Insurance-Soudal Team AGS | AG Insurance-Soudal Team AGS |
| ---------------------------- | ---------------------------- | ---------------------------- |
| Num                          | Coureuse                     | Pos                          |
| 11                           | Maaike Boogaard (NED)        | 28e                          |
| 12                           | Julia Borgström (SWE)        | 35e                          |
| 13                           | Marthe Goossens (BEL)        | AB-3                         |
| 15                           | Ilse Pluimers (NED)          | 24e                          |
| 16                           | Maud Rijnbeek (NED)          | AB-3                         |
| 17                           | Ally Wollaston (NZL)         | 41e                          |

| Canyon-SRAM Racing CSR | Canyon-SRAM Racing CSR   | Canyon-SRAM Racing CSR |
| ---------------------- | ------------------------ | ---------------------- |
| Num                    | Coureuse                 | Pos                    |
| 21                     | Chloé Dygert (USA)       | AB-2                   |
| 22                     | Zoe Bäckstedt (GBR)      | 3e                     |
| 24                     | Alex Morrice (GBR)       | AB-2                   |
| 25                     | Soraya Paladin (ITA)     | AB-2                   |
| 26                     | Maike van der Duin (NED) | AB-2                   |

| Fenix-Deceuninck FED | Fenix-Deceuninck FED          | Fenix-Deceuninck FED |
| -------------------- | ----------------------------- | -------------------- |
| Num                  | Coureuse                      | Pos                  |
| 31                   | Carina Schrempf (AUT)         | AB-3                 |
| 32                   | Julie De Wilde (BEL)          | 34e                  |
| 34                   | Evy Kuijpers (NED)            | 36e                  |
| 35                   | Christina Schweinberger (AUT) | 17e                  |
| 36                   | Marthe Truyen (BEL)           | 29e                  |

| Human Powered Health HPH | Human Powered Health HPH  | Human Powered Health HPH |
| ------------------------ | ------------------------- | ------------------------ |
| Num                      | Coureuse                  | Pos                      |
| 41                       | Audrey Cordon-Ragot (FRA) | 11e                      |
| 43                       | Romy Kasper (GER)         | AB-6                     |
| 44                       | Marit Raaijmakers (NED)   | AB-6                     |
| 46                       | Alice Wood (GBR)          | 33e                      |
| 47                       | Linda Zanetti (SUI)       | AB-2                     |

| Lidl-Trek LTK | Lidl-Trek LTK              | Lidl-Trek LTK |
| ------------- | -------------------------- | ------------- |
| Num           | Coureuse                   | Pos           |
| 51            | Elisa Longo Borghini (ITA) | 10e           |
| 52            | Elynor Bäckstedt (GBR)     | 40e           |
| 53            | Elisa Balsamo (ITA)        | 9e            |
| 54            | Clara Copponi (FRA)        | AB-4          |
| 55            | Ava Holmgren (CAN)         | 43e           |
| 56            | Ilaria Sanguineti (ITA)    | 49e           |
| 57            | Ellen van Dijk (NED)       | 5e            |

| Liv AlUla Jayco LAJ | Liv AlUla Jayco LAJ       | Liv AlUla Jayco LAJ |
| ------------------- | ------------------------- | ------------------- |
| Num                 | Coureuse                  | Pos                 |
| 61                  | Letizia Paternoster (ITA) | AB-6                |
| 62                  | Teniel Campbell (TTO)     | AB-6                |
| 63                  | Jeanne Korevaar (NED)     | 48e                 |
| 64                  | Alexandra Manly (AUS)     | 27e                 |
| 65                  | Ruby Roseman-Gannon (AUS) | 12e                 |
| 66                  | Silke Smulders (NED)      | 7e                  |
| 67                  | Quinty Ton (NED)          | 20e                 |

| Team dsm-firmenich PostNL DFP | Team dsm-firmenich PostNL DFP | Team dsm-firmenich PostNL DFP |
| ----------------------------- | ----------------------------- | ----------------------------- |
| Num                           | Coureuse                      | Pos                           |
| 71                            | Charlotte Kool (NED)          | AB-5                          |
| 72                            | Silje Bader (NED)             | 50e                           |
| 73                            | Rachele Barbieri (ITA)        | 14e                           |
| 74                            | Megan Jastrab (USA)           | 16e                           |
| 75                            | Franziska Koch (GER)          | 2e                            |
| 76                            | Maeve Plouffe (AUS)           | 32e                           |
| 77                            | Elise Uijen (NED)             | AB-3                          |

| Team Visma \| Lease a Bike TVL | Team Visma \| Lease a Bike TVL | Team Visma \| Lease a Bike TVL |
| ------------------------------ | ------------------------------ | ------------------------------ |
| Num                            | Coureuse                       | Pos                            |
| 81                             | Riejanne Markus (NED)          | 26e                            |
| 82                             | Anna Henderson (GBR)           | 21e                            |
| 83                             | Lieke Nooijen (NED)            | 19e                            |
| 84                             | Linda Riedmann (GER)           | 37e                            |
| 85                             | Eva van Agt (NED)              | AB-6                           |
| 86                             | Nienke Veenhoven (NED)         | 13e                            |
| 87                             | Margaux Vigié (FRA)            | 44e                            |

| UAE Team ADQ UAD | UAE Team ADQ UAD       | UAE Team ADQ UAD |
| ---------------- | ---------------------- | ---------------- |
| Num              | Coureuse               | Pos              |
| 91               | Karlijn Swinkels (NED) | 6e               |
| 93               | Sofia Bertizzolo (ITA) | 45e              |
| 94               | Eugenia Bujak (SLO)    | 42e              |
| 96               | Lara Gillespie (IRL)   | 31e              |
| 97               | Mikayla Harvey (NZL)   | AB-3             |

| Uno-X Mobility UXM | Uno-X Mobility UXM              | Uno-X Mobility UXM |
| ------------------ | ------------------------------- | ------------------ |
| Num                | Coureuse                        | Pos                |
| 101                | Anniina Ahtosalo (FIN)          | 38e                |
| 102                | Susanne Andersen (NOR)          | 51e                |
| 104                | Maria Giulia Confalonieri (ITA) | 23e                |
| 105                | Rebecca Koerner (DEN)           | 30e                |
| 106                | Anouska Koster (NED)            | AB-3               |

| Cofidis COF | Cofidis COF               | Cofidis COF |
| ----------- | ------------------------- | ----------- |
| Num         | Coureuse                  | Pos         |
| 111         | Martina Alzini (ITA)      | AB-3        |
| 112         | Victoire Berteau (FRA)    | 25e         |
| 113         | Kirstie van Haaften (NED) | AB-3        |
| 115         | Valentine Fortin (FRA)    | AB-3        |

| Lotto Dstny Ladies LDL | Lotto Dstny Ladies LDL      | Lotto Dstny Ladies LDL |
| ---------------------- | --------------------------- | ---------------------- |
| Num                    | Coureuse                    | Pos                    |
| 121                    | Thalita de Jong (NED)       | AB-3                   |
| 122                    | Katrijn De Clercq (BEL)     | AB-6                   |
| 123                    | Audrey De Keersmaeker (BEL) | 47e                    |
| 124                    | Alberte Greve (DEN)         | 46e                    |
| 125                    | Quinty van de Guchte (NED)  | AB-3                   |

| Bepink-Bongioanni BPK | Bepink-Bongioanni BPK   | Bepink-Bongioanni BPK |
| --------------------- | ----------------------- | --------------------- |
| Num                   | Coureuse                | Pos                   |
| 131                   | Carmela Cipriani (ITA)  | 52e                   |
| 132                   | Vittoria Grassi (ITA)   | AB-6                  |
| 133                   | Nora Jenčušová (SVK)    | AB-3                  |
| 134                   | Beatrice Pozzobon (ITA) | AB-3                  |
| 135                   | Prisca Savi (ITA)       | AB-2                  |
| 137                   | Martina Testa (ITA)     | AB-2                  |

| SD Worx-Protime SDW | SD Worx-Protime SDW     | SD Worx-Protime SDW |
| ------------------- | ----------------------- | ------------------- |
| Num                 | Coureuse                | Pos                 |
| 1                   | Lotte Kopecky (BEL)     | 1re                 |
| 2                   | Lorena Wiebes (NED)     | 4e                  |
| 3                   | Femke Gerritse (NED)    | 22e                 |
| 4                   | Barbara Guarischi (ITA) | 15e                 |
| 5                   | Christine Majerus (LUX) | 18e                 |
| 6                   | Femke Markus (NED)      | 8e                  |
| 7                   | Lonneke Uneken (NED)    | 39e                 |

| AG Insurance-Soudal Team AGS | AG Insurance-Soudal Team AGS | AG Insurance-Soudal Team AGS |
| ---------------------------- | ---------------------------- | ---------------------------- |
| Num                          | Coureuse                     | Pos                          |
| 11                           | Maaike Boogaard (NED)        | 28e                          |
| 12                           | Julia Borgström (SWE)        | 35e                          |
| 13                           | Marthe Goossens (BEL)        | AB-3                         |
| 15                           | Ilse Pluimers (NED)          | 24e                          |
| 16                           | Maud Rijnbeek (NED)          | AB-3                         |
| 17                           | Ally Wollaston (NZL)         | 41e                          |

| Canyon-SRAM Racing CSR | Canyon-SRAM Racing CSR   | Canyon-SRAM Racing CSR |
| ---------------------- | ------------------------ | ---------------------- |
| Num                    | Coureuse                 | Pos                    |
| 21                     | Chloé Dygert (USA)       | AB-2                   |
| 22                     | Zoe Bäckstedt (GBR)      | 3e                     |
| 24                     | Alex Morrice (GBR)       | AB-2                   |
| 25                     | Soraya Paladin (ITA)     | AB-2                   |
| 26                     | Maike van der Duin (NED) | AB-2                   |

| Fenix-Deceuninck FED | Fenix-Deceuninck FED          | Fenix-Deceuninck FED |
| -------------------- | ----------------------------- | -------------------- |
| Num                  | Coureuse                      | Pos                  |
| 31                   | Carina Schrempf (AUT)         | AB-3                 |
| 32                   | Julie De Wilde (BEL)          | 34e                  |
| 34                   | Evy Kuijpers (NED)            | 36e                  |
| 35                   | Christina Schweinberger (AUT) | 17e                  |
| 36                   | Marthe Truyen (BEL)           | 29e                  |

| Human Powered Health HPH | Human Powered Health HPH  | Human Powered Health HPH |
| ------------------------ | ------------------------- | ------------------------ |
| Num                      | Coureuse                  | Pos                      |
| 41                       | Audrey Cordon-Ragot (FRA) | 11e                      |
| 43                       | Romy Kasper (GER)         | AB-6                     |
| 44                       | Marit Raaijmakers (NED)   | AB-6                     |
| 46                       | Alice Wood (GBR)          | 33e                      |
| 47                       | Linda Zanetti (SUI)       | AB-2                     |

| Lidl-Trek LTK | Lidl-Trek LTK              | Lidl-Trek LTK |
| ------------- | -------------------------- | ------------- |
| Num           | Coureuse                   | Pos           |
| 51            | Elisa Longo Borghini (ITA) | 10e           |
| 52            | Elynor Bäckstedt (GBR)     | 40e           |
| 53            | Elisa Balsamo (ITA)        | 9e            |
| 54            | Clara Copponi (FRA)        | AB-4          |
| 55            | Ava Holmgren (CAN)         | 43e           |
| 56            | Ilaria Sanguineti (ITA)    | 49e           |
| 57            | Ellen van Dijk (NED)       | 5e            |

| Liv AlUla Jayco LAJ | Liv AlUla Jayco LAJ       | Liv AlUla Jayco LAJ |
| ------------------- | ------------------------- | ------------------- |
| Num                 | Coureuse                  | Pos                 |
| 61                  | Letizia Paternoster (ITA) | AB-6                |
| 62                  | Teniel Campbell (TTO)     | AB-6                |
| 63                  | Jeanne Korevaar (NED)     | 48e                 |
| 64                  | Alexandra Manly (AUS)     | 27e                 |
| 65                  | Ruby Roseman-Gannon (AUS) | 12e                 |
| 66                  | Silke Smulders (NED)      | 7e                  |
| 67                  | Quinty Ton (NED)          | 20e                 |

| Team dsm-firmenich PostNL DFP | Team dsm-firmenich PostNL DFP | Team dsm-firmenich PostNL DFP |
| ----------------------------- | ----------------------------- | ----------------------------- |
| Num                           | Coureuse                      | Pos                           |
| 71                            | Charlotte Kool (NED)          | AB-5                          |
| 72                            | Silje Bader (NED)             | 50e                           |
| 73                            | Rachele Barbieri (ITA)        | 14e                           |
| 74                            | Megan Jastrab (USA)           | 16e                           |
| 75                            | Franziska Koch (GER)          | 2e                            |
| 76                            | Maeve Plouffe (AUS)           | 32e                           |
| 77                            | Elise Uijen (NED)             | AB-3                          |

| Team Visma \| Lease a Bike TVL | Team Visma \| Lease a Bike TVL | Team Visma \| Lease a Bike TVL |
| ------------------------------ | ------------------------------ | ------------------------------ |
| Num                            | Coureuse                       | Pos                            |
| 81                             | Riejanne Markus (NED)          | 26e                            |
| 82                             | Anna Henderson (GBR)           | 21e                            |
| 83                             | Lieke Nooijen (NED)            | 19e                            |
| 84                             | Linda Riedmann (GER)           | 37e                            |
| 85                             | Eva van Agt (NED)              | AB-6                           |
| 86                             | Nienke Veenhoven (NED)         | 13e                            |
| 87                             | Margaux Vigié (FRA)            | 44e                            |

| UAE Team ADQ UAD | UAE Team ADQ UAD       | UAE Team ADQ UAD |
| ---------------- | ---------------------- | ---------------- |
| Num              | Coureuse               | Pos              |
| 91               | Karlijn Swinkels (NED) | 6e               |
| 93               | Sofia Bertizzolo (ITA) | 45e              |
| 94               | Eugenia Bujak (SLO)    | 42e              |
| 96               | Lara Gillespie (IRL)   | 31e              |
| 97               | Mikayla Harvey (NZL)   | AB-3             |

| Uno-X Mobility UXM | Uno-X Mobility UXM              | Uno-X Mobility UXM |
| ------------------ | ------------------------------- | ------------------ |
| Num                | Coureuse                        | Pos                |
| 101                | Anniina Ahtosalo (FIN)          | 38e                |
| 102                | Susanne Andersen (NOR)          | 51e                |
| 104                | Maria Giulia Confalonieri (ITA) | 23e                |
| 105                | Rebecca Koerner (DEN)           | 30e                |
| 106                | Anouska Koster (NED)            | AB-3               |

| Cofidis COF | Cofidis COF               | Cofidis COF |
| ----------- | ------------------------- | ----------- |
| Num         | Coureuse                  | Pos         |
| 111         | Martina Alzini (ITA)      | AB-3        |
| 112         | Victoire Berteau (FRA)    | 25e         |
| 113         | Kirstie van Haaften (NED) | AB-3        |
| 115         | Valentine Fortin (FRA)    | AB-3        |

| Lotto Dstny Ladies LDL | Lotto Dstny Ladies LDL      | Lotto Dstny Ladies LDL |
| ---------------------- | --------------------------- | ---------------------- |
| Num                    | Coureuse                    | Pos                    |
| 121                    | Thalita de Jong (NED)       | AB-3                   |
| 122                    | Katrijn De Clercq (BEL)     | AB-6                   |
| 123                    | Audrey De Keersmaeker (BEL) | 47e                    |
| 124                    | Alberte Greve (DEN)         | 46e                    |
| 125                    | Quinty van de Guchte (NED)  | AB-3                   |

| Bepink-Bongioanni BPK | Bepink-Bongioanni BPK   | Bepink-Bongioanni BPK |
| --------------------- | ----------------------- | --------------------- |
| Num                   | Coureuse                | Pos                   |
| 131                   | Carmela Cipriani (ITA)  | 52e                   |
| 132                   | Vittoria Grassi (ITA)   | AB-6                  |
| 133                   | Nora Jenčušová (SVK)    | AB-3                  |
| 134                   | Beatrice Pozzobon (ITA) | AB-3                  |
| 135                   | Prisca Savi (ITA)       | AB-2                  |
| 137                   | Martina Testa (ITA)     | AB-2                  |